# Lieu-Saint-Amand
Lieu-Saint-Amand is een gemeente in het Franse Noorderdepartement (Frans: département du Nord) (regio Hauts-de-France). De plaats maakt deel uit van het arrondissement Valenciennes. Lieu-Saint-Amand telde op 1 januari 2022 1.464 inwoners.

## Geografie
De oppervlakte van Lieu-Saint-Amand bedroeg op 1 januari 2022 5,11 vierkante kilometer; de bevolkingsdichtheid was toen 286,5 inwoners per km².

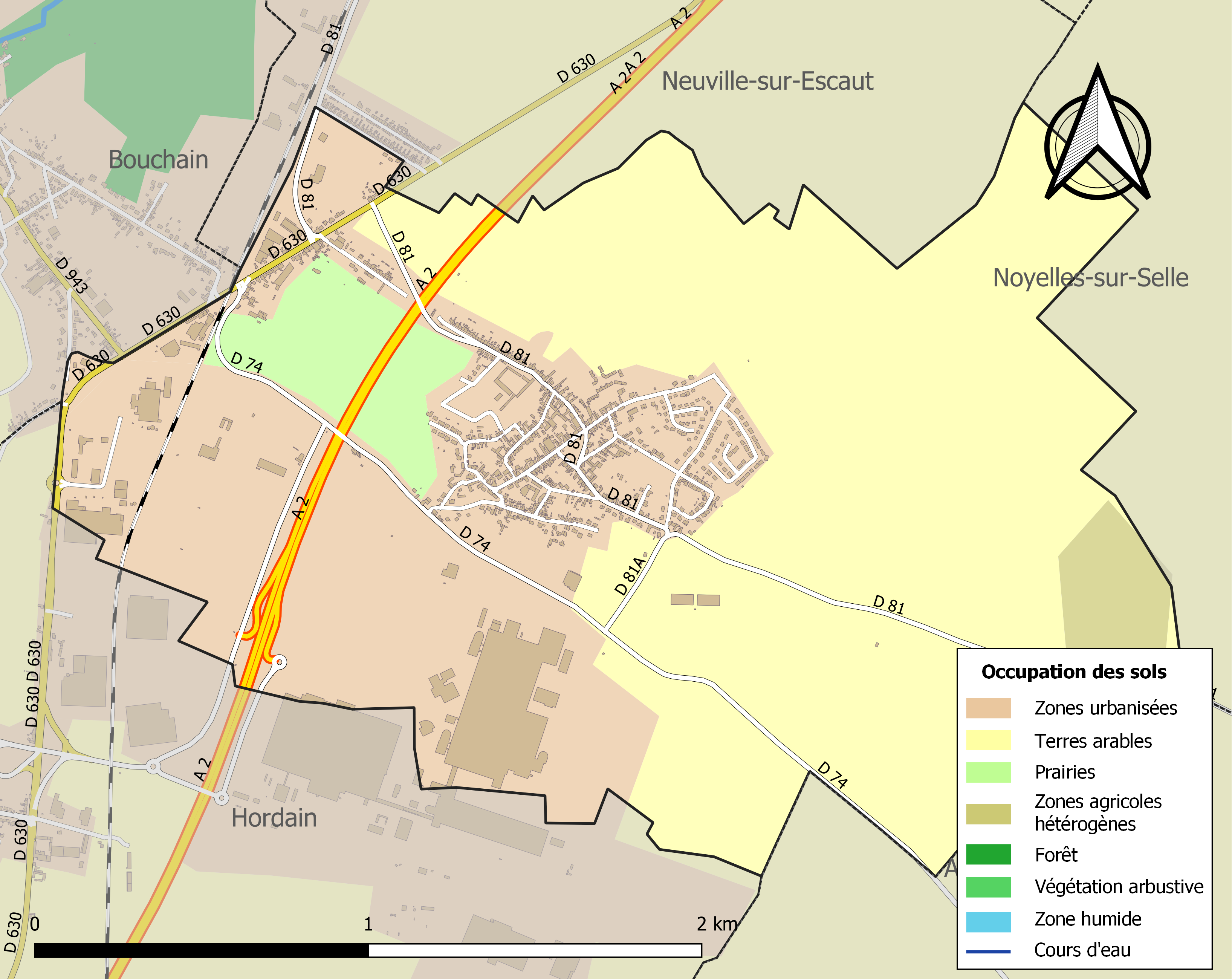
Kaart van de gemeente met belangrijkste infrastructuur, bodemgebruik en omliggende gemeenten

## Demografie
Onderstaande figuur toont het verloop van het inwonertal (bron: INSEE-tellingen).